# Olympische Sommerspiele 2016/Teilnehmer (Norwegen)
| Gelbes Symbol für Goldmedaillen mit stilisierten Olympischen Ringen | Graues Symbol für Silbermedaillen mit stilisierten Olympischen Ringen | Braundes Symbol für Bronzemedaillen mit stilisierten Olympischen Ringen |
| ------------------------------------------------------------------- | --------------------------------------------------------------------- | ----------------------------------------------------------------------- |
| —                                                                   | —                                                                     | 4                                                                       |

Norwegen nahm in Rio de Janeiro an den Olympischen Spielen 2016 teil. Es war die insgesamt 25. Teilnahme an Olympischen Sommerspielen. Das Norges idrettsforbund og olympiske og paralympiske komité nominierte 63 Athleten in 13 Sportarten.

## Teilnehmer nach Sportarten

### Bogenschießen
| Athleten     | Wettbewerb | Qualifikation | Qualifikation | 1. Runde    | 1. Runde         | 2. Runde          | 2. Runde    | Achtelfinale  | Achtelfinale  | Viertelfinale | Viertelfinale | Halbfinale    | Halbfinale    | Finale        | Finale        | Rang |
| Athleten     | Wettbewerb | Ringe         | Rang          | Gegner      | Ergebnis         | Gegner            | Ergebnis    | Gegner        | Ergebnis      | Gegner        | Ergebnis      | Gegner        | Ergebnis      | Gegner        | Ergebnis      | Rang |
| ------------ | ---------- | ------------- | ------------- | ----------- | ---------------- | ----------------- | ----------- | ------------- | ------------- | ------------- | ------------- | ------------- | ------------- | ------------- | ------------- | ---- |
| Männer       |            |               |               |             |                  |                   |             |               |               |               |               |               |               |               |               |      |
| Bård Nesteng | Einzel     | 663           | 26            | Yu Guan-lin | 6–5 SO (139:140) | Takaharu Furukawa | 0–6 (78:84) | ausgeschieden | ausgeschieden | ausgeschieden | ausgeschieden | ausgeschieden | ausgeschieden | ausgeschieden | ausgeschieden | 17   |

### Golf
| Athleten           | Runde 1 | Runde 2 | Runde 3 | Runde 4 | Gesamt | Par | Rang |
| ------------------ | ------- | ------- | ------- | ------- | ------ | --- | ---- |
| Frauen             |         |         |         |         |        |     |      |
| Suzann Pettersen   | 71      | 69      | 69      | 68      | 277    | −7  | 10   |
| Marianne Skarpnord | 69      | 66      | 75      | 73      | 283    | −1  | T25  |
| Männer             |         |         |         |         |        |     |      |
| Espen Kofstad      | 72      | 76      | 69      | 69      | 286    | +2  | T43  |

### Handball
| Wettbewerb    | Frauen |
| ------------- | --- |
| Athleten      | Kari Aalvik Grimsbø Katrine Lunde Haraldsen Camilla Herrem Sanna Solberg Nora Mørk Amanda Kurtović Marit Malm Frafjord Linn-Kristin Riegelhuth Koren Stine Bredal Oftedal Veronica Kristiansen Ida Alstad Emilie Hegh Arntzen Heidi Løke Mari Molid |
| Trainer       | Þórir Hergeirsson () |
| Gruppenphase  | Brasilien 28:31 (16:17) Spanien 27:24 (11:10) Angola 30:20 (16:8) Montenegro 28:19 (16:11) Rumänien 28:27 (14:13) |
| Viertelfinale | Schweden 33:20 (19:7) |
| Halbfinale    | Russland 37:38 (16:18, 31:31) |
| Finale        | Spiel um Platz 3: Niederlande 36:26 (19:13) |
| Platzierung   | Bronze |

### Leichtathletik
Laufen und Gehen 
| Athleten                  | Wettbewerb       | Runde 1         | Runde 1         | Halbfinale    | Halbfinale    | Finale        | Finale        | Rang |
| Athleten                  | Wettbewerb       | Zeit            | Rang            | Zeit          | Rang          | Zeit          | Rang          | Rang |
| ------------------------- | ---------------- | --------------- | --------------- | ------------- | ------------- | ------------- | ------------- | ---- |
| Frauen                    |                  |                 |                 |               |               |               |               |      |
| Ezinne Okparaebo          | 100 m            | 11,43 s         | 28              | ausgeschieden | ausgeschieden | ausgeschieden | ausgeschieden | 28   |
| Hedda Hynne               | 800 m            | 2:01,64 min     | 38              | ausgeschieden | ausgeschieden | ausgeschieden | ausgeschieden | 38   |
| Karoline Bjerkeli Grøvdal | 5000 m           | 15:17,83 min    | 4               | –             | –             | 14:57,53 min  | 7             | 7    |
| Karoline Bjerkeli Grøvdal | 10.000 m         | –               | –               | –             | –             | 31:14,07 min  | 9             | 9    |
| Isabelle Pedersen         | 100 m Hürden     | 12,86 s         | 12              | 12,88 s       | 10            | ausgeschieden | ausgeschieden | 10   |
| Amalie Iuel               | 400 m Hürden     | 56,75 s         | 29              | ausgeschieden | ausgeschieden | ausgeschieden | ausgeschieden | 29   |
| Ingeborg Løvnes           | 3000 m Hindernis | 9:44,85 min     | 32              | –             | –             | ausgeschieden | ausgeschieden | 32   |
| Männer                    |                  |                 |                 |               |               |               |               |      |
| Jaysuma Saidy Ndure       | 200 m            | 20,78 s         | 58              | ausgeschieden | ausgeschieden | ausgeschieden | ausgeschieden | 58   |
| Filip Ingebrigtsen        | 1500 m           | disqualifiziert | disqualifiziert | ausgeschieden | ausgeschieden | ausgeschieden | ausgeschieden | –    |
| Henrik Ingebrigtsen       | 1500 m           | 3:38,50 min     | 5               | 3:42,51 min   | 20            | ausgeschieden | ausgeschieden | 20   |
| Sondre Nordstad Moen      | Marathon         | –               | –               | –             | –             | 2:14:17 h     | 19            | 19   |
| Erik Tysse                | 20 km Gehen      | –               | –               | –             | –             | 1:26:06 h     | 48            | 48   |
| Håvard Haukenes           | 50 km Gehen      | –               | –               | –             | –             | 3:46:33 h     | 7             | 7    |
| Karsten Warholm           | 400 m Hürden     | 48,49 s         | 2               | 48,81 s       | 6             | ausgeschieden | ausgeschieden | 9    |

 Springen und Werfen 
| Athleten              | Wettbewerb | Qualifikation | Qualifikation | Finale        | Finale        | Rang |
| Athleten              | Wettbewerb | Weite/Höhe    | Rang          | Weite/Höhe    | Rang          | Rang |
| --------------------- | ---------- | ------------- | ------------- | ------------- | ------------- | ---- |
| Frauen                |            |               |               |               |               |      |
| Tonje Angelsen        | Hochsprung | 1,80 m        | 32            | ausgeschieden | ausgeschieden | 32   |
| Männer                |            |               |               |               |               |      |
| Sven Martin Skagestad | Diskuswurf | 62,45 m       | 13            | ausgeschieden | ausgeschieden | 13   |

### Radsport

#### Straße
| Athleten             | Wettbewerb       | Zeit          | Rang          |
| -------------------- | ---------------- | ------------- | ------------- |
| Frauen               |                  |               |               |
| Vita Heine           | Straßenrennen    | 3:58:34 h     | 33            |
| Vita Heine           | Einzelzeitfahren | 50:23,39 min  | 25            |
| Männer               |                  |               |               |
| Sven Erik Bystrøm    | Straßenrennen    | nicht beendet | nicht beendet |
| Edvald Boasson Hagen | Straßenrennen    | nicht beendet | nicht beendet |
| Vegard Stake Laengen | Straßenrennen    | 6:30:05 h     | 50            |
| Lars Petter Nordhaug | Straßenrennen    | 6:30:05 h     | 48            |
| Edvald Boasson Hagen | Einzelzeitfahren | 1:21:12,35 h  | 30            |

#### Mountainbike
| Athleten               | Wettbewerb    | Zeit      | Rang |
| ---------------------- | ------------- | --------- | ---- |
| Frauen                 |               |           |      |
| Gunn-Rita Dahle Flesjå | Cross-Country | 1:33:34 h | 10   |

#### BMX
| Athleten       | Wettbewerb | Qualifikation | Qualifikation | Viertelfinale | Viertelfinale | Halbfinale    | Halbfinale    | Finale        | Finale        | Rang          |
| Athleten       | Wettbewerb | Zeit          | Rang          | Punkte        | Rang          | Punkte        | Rang          | Zeit          | Rang          | Rang          |
| -------------- | ---------- | ------------- | ------------- | ------------- | ------------- | ------------- | ------------- | ------------- | ------------- | ------------- |
| Männer         |            |               |               |               |               |               |               |               |               |               |
| Tore Navrestad | Race       | 36,484 s      | 28            | 19            | 6             | ausgeschieden | ausgeschieden | ausgeschieden | ausgeschieden | ausgeschieden |

### Ringen
| Athleten                         | Wettbewerb       | 1. Runde      | 1. Runde | Achtelfinale      | Achtelfinale | Viertelfinale | Viertelfinale | Halbfinale    | Halbfinale    | Hoffnungsrunde Viertelfinale | Hoffnungsrunde Viertelfinale | Hoffnungsrunde Halbfinale | Hoffnungsrunde Halbfinale | Hoffnungsrunde Finale | Hoffnungsrunde Finale | Finale        | Finale        | Rang   |
| Athleten                         | Wettbewerb       | Gegner        | Ergebnis | Gegner            | Ergebnis     | Gegner        | Ergebnis      | Gegner        | Ergebnis      | Gegner                       | Ergebnis                     | Gegner                    | Ergebnis                  | Gegner                | Ergebnis              | Gegner        | Ergebnis      | Rang   |
| -------------------------------- | ---------------- | ------------- | -------- | ----------------- | ------------ | ------------- | ------------- | ------------- | ------------- | ---------------------------- | ---------------------------- | ------------------------- | ------------------------- | --------------------- | --------------------- | ------------- | ------------- | ------ |
| Freistil Frauen                  |                  |               |          |                   |              |               |               |               |               |                              |                              |                           |                           |                       |                       |               |               |        |
| Signe Marie Store                | Klasse bis 69 kg | Freilos       | Freilos  | Signe Marie Store | 0:3          | ausgeschieden | ausgeschieden | ausgeschieden | ausgeschieden | ausgeschieden                | ausgeschieden                | ausgeschieden             | ausgeschieden             | ausgeschieden         | ausgeschieden         | ausgeschieden | ausgeschieden | 18     |
| griechisch-römischer Stil Männer |                  |               |          |                   |              |               |               |               |               |                              |                              |                           |                           |                       |                       |               |               |        |
| Stig André Berge                 | Klasse bis 59 kg | Lee Jung-baik | 3:0      | Soslan Daurov     | 3:0          | Shinobu Ōta   | 0:3           | ausgeschieden | ausgeschieden | Freilos                      | Freilos                      | Almat Kebispajew          | 3:0                       | Rövşən Bayramov       | 3:1                   | ausgeschieden | ausgeschieden | Bronze |

### Rudern
| Athleten                     | Wettbewerb                  | Vorlauf     | Vorlauf | Vorlauf       | Hoffnungslauf | Hoffnungslauf | Hoffnungslauf | Viertelfinale | Viertelfinale | Viertelfinale | Halbfinale  | Halbfinale | Halbfinale    | Finale      | Finale | Rang   |
| Athleten                     | Wettbewerb                  | Zeit        | Platz   | Qualifikation | Zeit          | Platz         | Qualifikation | Zeit          | Platz         | Qualifikation | Zeit        | Platz      | Qualifikation | Zeit        | Platz  | Rang   |
| ---------------------------- | --------------------------- | ----------- | ------- | ------------- | ------------- | ------------- | ------------- | ------------- | ------------- | ------------- | ----------- | ---------- | ------------- | ----------- | ------ | ------ |
| Männer                       |                             |             |         |               |               |               |               |               |               |               |             |            |               |             |        |        |
| Nils Jakob Hoff              | Einer                       | 7:17,47 min | 1       | Viertelfinale | –             | –             | –             | 6:57,94 min   | 3             | Halbfinale    | 7:39,12 min | 6          | B-Finale      | 7:02,66 min | 5      | 11     |
| Kjetil Borch Olaf Tufte      | Doppelzweier                | 6:30,58 min | 2       | Halbfinale    | –             | –             | –             | –             | –             | –             | 6:13,50 min | 2          | Finale        | 6:53,25 min | 3      | Bronze |
| Kristoffer Brun Are Strandli | Leichtgewichts-Doppelzweier | 6:24,81 min | 1       | Halbfinale    | –             | –             | –             | –             | –             | –             | 6:38,65 min | 2          | Finale        | 6:31,39 min | 3      | Bronze |

### Schießen
| Athleten           | Wettbewerb                               | Qualifikation   | Qualifikation | Finale          | Finale        | Ringe/ Scheiben | Rang |
| Athleten           | Wettbewerb                               | Ringe/ Scheiben | Rang          | Ringe/ Scheiben | Rang          | Ringe/ Scheiben | Rang |
| ------------------ | ---------------------------------------- | --------------- | ------------- | --------------- | ------------- | --------------- | ---- |
| Frauen             |                                          |                 |               |                 |               |                 |      |
| Malin Westerheim   | Luftgewehr 10 Meter                      | 412,2           | 30            | ausgeschieden   | ausgeschieden | 412,2           | 30   |
| Malin Westerheim   | Kleinkaliber Dreistellungskampf 50 Meter | 578             | 17            | ausgeschieden   | ausgeschieden | 578             | 17   |
| Männer             |                                          |                 |               |                 |               |                 |      |
| Ole Kristian Bryhn | Luftgewehr 10 Meter                      | 617,9           | 40            | ausgeschieden   | ausgeschieden | 617,9           | 40   |
| Are Hansen         | Luftgewehr 10 Meter                      | 624,4           | 10            | ausgeschieden   | ausgeschieden | 624,4           | 10   |
| Odd Arne Brekne    | Kleinkaliber Dreistellungskampf 50 Meter | 1171            | 13            | ausgeschieden   | ausgeschieden | 1171            | 13   |
| Ole Kristian Bryhn | Kleinkaliber Dreistellungskampf 50 Meter | 1777            | 3             | 400,4           | 8             | 2177,4          | 8    |
| Odd Arne Brekne    | Kleinkaliber liegend 50 Meter            | 620,9           | 28            | ausgeschieden   | ausgeschieden | 620,9           | 28   |
| Ole Kristian Bryhn | Kleinkaliber liegend 50 Meter            | 616,7           | 43            | ausgeschieden   | ausgeschieden | 616,7           | 43   |

### Schwimmen
| Athleten            | Wettbewerb      | Vorlauf      | Vorlauf | Halbfinale    | Halbfinale    | Finale        | Finale        | Rang |
| Athleten            | Wettbewerb      | Zeit         | Rang    | Zeit          | Rang          | Zeit          | Rang          | Rang |
| ------------------- | --------------- | ------------ | ------- | ------------- | ------------- | ------------- | ------------- | ---- |
| Frauen              |                 |              |         |               |               |               |               |      |
| Susann Bjørnsen     | 50 m Freistil   | 25,05 s      | 24      | ausgeschieden | ausgeschieden | ausgeschieden | ausgeschieden | 24   |
| Susann Bjørnsen     | 100 m Freistil  | 55,35 s      | 27      | ausgeschieden | ausgeschieden | ausgeschieden | ausgeschieden | 27   |
| Männer              |                 |              |         |               |               |               |               |      |
| Henrik Christiansen | 200 m Freistil  | 1:50,09 min  | 40      | ausgeschieden | ausgeschieden | ausgeschieden | ausgeschieden | 40   |
| Henrik Christiansen | 400 m Freistil  | 3:47,90 min  | 17      | –             | –             | ausgeschieden | ausgeschieden | 17   |
| Henrik Christiansen | 1500 m Freistil | 14:55,40 min | 8       | –             | –             | 15:02,66 min  | 8             | 8    |

### Segeln
Fleet Race
| Athleten                 | Wettbewerb      | Qualifikation | Qualifikation | Medal Race    | Medal Race    | Punkte | Rang |
| Athleten                 | Wettbewerb      | Punkte        | Rang          | Punkte        | Rang          | Punkte | Rang |
| ------------------------ | --------------- | ------------- | ------------- | ------------- | ------------- | ------ | ---- |
| Frauen                   |                 |               |               |               |               |        |      |
| Maria Mollestad          | Windsurfen RS:X | 142           | 12            | ausgeschieden | ausgeschieden | 142    | 12   |
| Tiril Bue                | Laser Radial    | 163           | 23            | ausgeschieden | ausgeschieden | 163    | 23   |
| Maia Agerup Ragna Agerup | 49er FX         | 132           | 14            | ausgeschieden | ausgeschieden | 132    | 14   |
| Männer                   |                 |               |               |               |               |        |      |
| Kristian Ruth            | Laser           | 209           | 27            | ausgeschieden | ausgeschieden | 209    | 27   |
| Anders Pedersen          | Finn Dinghy     | 109           | 17            | ausgeschieden | ausgeschieden | 109    | 17   |

### Taekwondo
| Athleten   | Wettbewerb        | Achtelfinale  | Achtelfinale | Viertelfinale | Viertelfinale | Hoffnungsrunde Halbfinale | Hoffnungsrunde Halbfinale | Halbfinale    | Halbfinale    | Hoffnungsrunde Finale | Hoffnungsrunde Finale | Finale        | Finale        | Rang          |
| Athleten   | Wettbewerb        | Gegner        | Ergebnis     | Gegner        | Ergebnis      | Gegner                    | Ergebnis                  | Gegner        | Ergebnis      | Gegner                | Ergebnis              | Gegner        | Ergebnis      | Rang          |
| ---------- | ----------------- | ------------- | ------------ | ------------- | ------------- | ------------------------- | ------------------------- | ------------- | ------------- | --------------------- | --------------------- | ------------- | ------------- | ------------- |
| Frauen     |                   |               |              |               |               |                           |                           |               |               |                       |                       |               |               |               |
| Tina Skaar | Klasse über 67 kg | Milica Mandić | 2:8          | ausgeschieden | ausgeschieden | ausgeschieden             | ausgeschieden             | ausgeschieden | ausgeschieden | ausgeschieden         | ausgeschieden         | ausgeschieden | ausgeschieden | ausgeschieden |

### Triathlon
| Athleten             | Wettbewerb | Zeit      | Rang |
| -------------------- | ---------- | --------- | ---- |
| Männer               |            |           |      |
| Kristian Blummenfelt | Einzel     | 1:47:31 h | 13   |

### Turnen

#### Gerätturnen
| Athleten         | Wettbewerb       | Qualifikation | Qualifikation | Finale        | Finale        | Rang |
| Athleten         | Wettbewerb       | Punkte        | Rang          | Punkte        | Rang          | Rang |
| ---------------- | ---------------- | ------------- | ------------- | ------------- | ------------- | ---- |
| Männer           |                  |               |               |               |               |      |
| Stian Skjerahaug | Mehrkampf Einzel | 84,331        | 32            | ausgeschieden | ausgeschieden | 32   |